# 鹰背镇
鹰背镇，原为
鹰背乡，是中华人民共和国四川省达州市万源市下辖的一个乡镇级行政单位。2018年撤乡设镇。区划代码改为511781122。

## 行政区划
鹰背镇下辖以下地区：
兴隆社区、鹰背村、新恩岭村、蒙学堂村、大垭口村、瓦子坪村和大板桥村。